# Парламентські вибори в Словаччині 2006
Парла́ментські ви́бори у Слова́ччині відбулися 17 червня 2006 року. На 150 місць Народної ради Словацької Республіки претендувала 21 партія. Вибори проходили за пропорційною системою.

## Результати
- Курс — соціальна демократія 671 185 (29,14%)–50
- Словацька демократична і християнська унія — Демократична партія 422 815 (18,35%)–31
- Словацька національна партія 270 230 (11,73%)–20
- Партія угорської спільноти 269 111 (11,68%)–20
- Народна партія — Рух за демократичну Словаччину 202 540 (8,79%)–15
- Християнсько-демократичний рух 191 443 (8,31%)–14
- Комуністична партія Словаччини 89 418 (3,88%)
- Вільний форум 79 963 (3,47%)

## Наслідки
За підсумками виборів лівоцентристська партія Курс — соціальна демократія, популістська Народна партія — Рух за демократичну Словаччину і націоналістична Словацька національна партія сформували правлячу коаліцію. Прем'єр-міністром країни став Роберт Фіцо.

## Джерело
- Словаччина. Стомившись від реформ [Архівовано 2 лютого 2014 у Wayback Machine.]